# 桃源洞 (永安市)
桃源洞是一个位于福建省永安市的景点，总面积为28.78平方公里，由桃源洞、百丈岩、修竹湾、葛里、栟榈潭五大景区组成。

桃源洞是明朝邓茂七农民起义军屯兵之处，邓茂七之侄邓伯孙在此设寨固守，至今仍存三道寨门和围墙的遗迹。

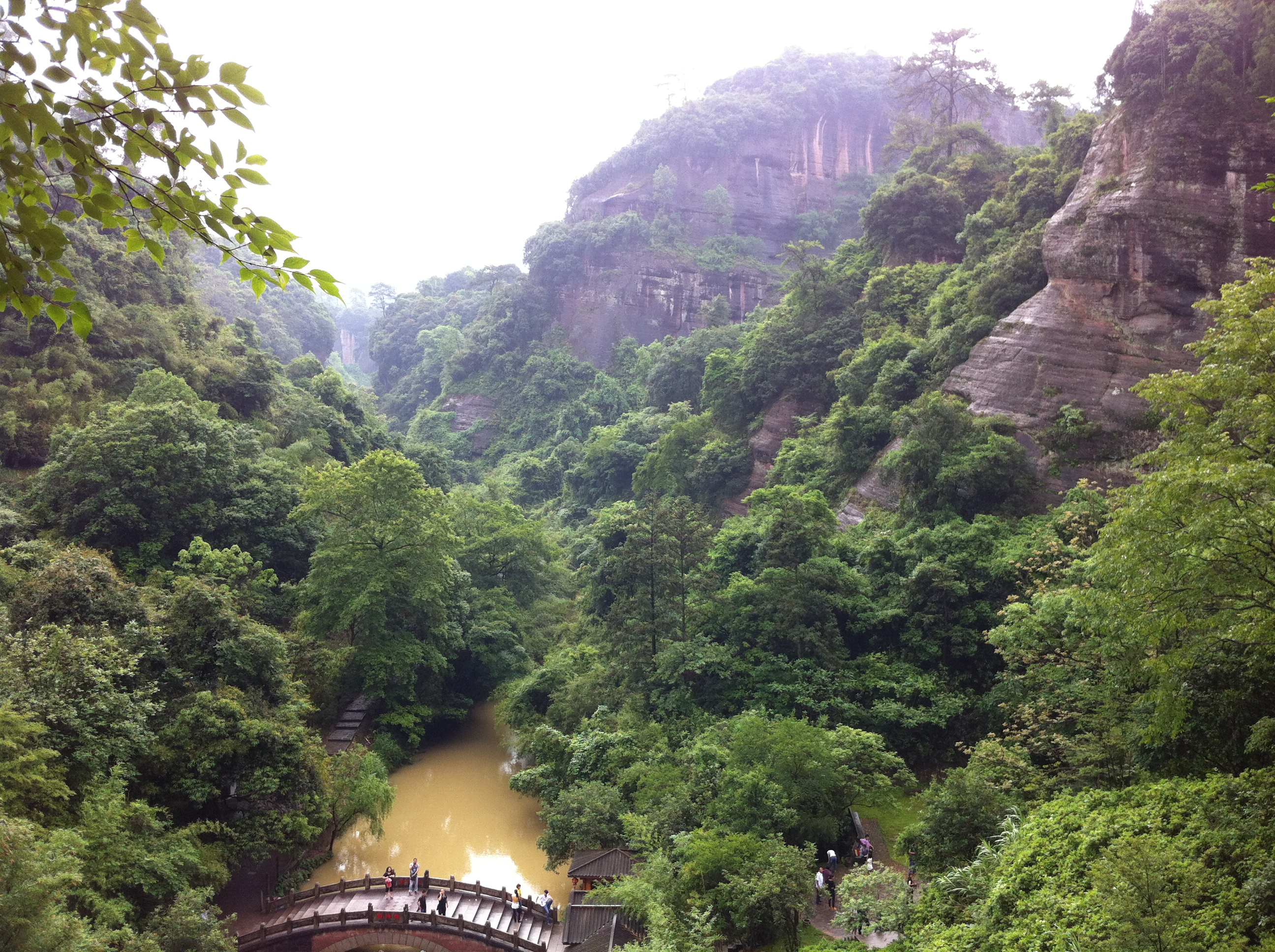
邓伯孙曾在桃源洞设寨固守。

## 景观

### 一线天
一线天为雅丹地貌，高90米，长127米，宽度最窄0.4米，最宽1.2米，有206个台阶。狭窄的裂缝使得行人只能贴壁前行。